# Migadops
Migadops is een geslacht van kevers uit de familie van de loopkevers (Carabidae). De wetenschappelijke naam van het geslacht werd in 1842 gepubliceerd door George Robert Waterhouse.

## Soorten
Het geslacht Migadops omvat de volgende soorten:
- Migadops jeanneli Negre, 1972
- Migadops latus (Guérin-Méneville, 1841)